# Daiphron (Sohn der Argyphie)
Daïphron (altgriechisch Δαΐφρων Daḯphrōn) ist in der griechischen Mythologie einer der 50 Söhne des Aigyptos, des Zwillingsbruders von Danaos. Seine Mutter war Argyphie, mit der Aigyptos fünf weitere Söhne hatte: Lynkeus, Proteus, Enkelados, Busiris und Lykos.
Für die Massenhochzeit der 50 Söhne des Aigyptos mit den 50 Töchtern des Danaos, bei der das Los über die Paarbildungen entschied, wurde ihm Skaia, die Tochter der Europe, als Gemahlin zugewiesen. Wie seine übrigen Brüder mit Ausnahme des Lynkeus wurde er in der Hochzeitsnacht von seiner Ehefrau getötet.